# Argentina en la Copa Mundial de Fútbol de 1934
La selección de Argentina fue una de las 16 participantes en la Copa Mundial de Fútbol de 1934, que se realizó en Italia. 
El entrenador era Filippo Pascucci y el capitán era José Nehin. La selección fue eliminada en primera ronda al caer por 2:3 frente a Suecia.

## Preparación
Al igual que la participación de Brasil, la de Argentina estuvo marcada por la "división" entre amateurs y profesionales. La Selección Argentina se presentó con un conjunto amateur debido a que la Liga Argentina de Football, en la que se encontraban los mejores jugadores nacionales, no estaba afiliada a la FIFA, y además se negaba a prestar a sus jugadores para la Selección.
Entonces la AFA presentó un combinado de la Asociación Argentina de Football (Amateurs y Profesionales), que era la entidad oficial, y otros provenientes de la ligas regionales, dirigidos por el italiano Felipe Pascucci.
Se hizo una selectiva de 1.800 jugadores amateurs. Cada institución de la provincia tenía que enviar 20 jugadores. Argentina y Chile debían enfrentarse para clasificarse para el Mundial, pero como Chile se retiró de la eliminatoria, Argentina se clasificó automáticamente.
Dos semanas antes de embarcarse rumbo a Europa, el técnico italiano Felipe Pascucci, juntó al plantel en Buenos Aires y comenzó a practicar. El único amistoso de preparación del equipo, que debía disputarse el 26 de abril en casa del Defensores de Belgrano, no se jugó porque varios jugadores tuvieron que acelerar los trámites burocráticos para obtener los permisos de viaje. Viajaron desde el puerto de Buenos Aires hasta el de Génova. Demoraron 36 días en llegar a Italia. Viajaron en el barco Neptuno. La única práctica de fútbol la tuvieron en el puerto brasileño de Santos, enfrentando a un combinado de trabajadores de a bordo. El resto de la preparación fueron ejercicios en la cubierta del buque.
En la convocatoria figuraba el paraguayo Urbieta Sosa, el segundo jugador no nacido en Argentina que representó a la Albiceleste en un Mundial. El primero fue Pedro Arico Suárez en el Mundial de 1930 y el tercero Gonzalo Higuaín en los Mundiales de 2010, 2014 y 2018. Además del único DT extranjero de la selección, el italiano Felipe Pascucci, que era el preparador físico en Club Atlético River Plate. Después de la Copa del Mundo, Felipe Pascucci nunca volvió a la Argentina.
Fue la primera vez que una radio sudamericana transmitió un partido desde Europa, en Brasil la cobertura fue exclusivamente impresa, lo relató Luis Elías Sojit. La expedición tuvo un costo aproximado de $ 24.000 de la época, parte del mismo fue enfrentado por el país anfitrión. Solventado con un amistoso ante la selección italiana.
El capitán debía ser Alfredo Devincenzi, pero Devincenzi abandonó la concentración para visitar a unos familiares en Florencia, por lo que fue apartado de su cargo, y el sanjuanino José Nehin, conocido como "El Turco", fue el abanderado del equipo argentino en su entrada al Estadio Olímpico de Roma.

## Partido
El rival de Argentina fue Suecia, integrado por jugadores profesionales. Los albicelestes estuvieron dos veces en ventaja durante el partido. A los 3 minutos ganaba 1 a 0 con gol de Ernesto Belis en un tiro libre. A los 8 minutos, Jonasson igualó las acciones para los suecos y apenas iniciado el complemento Alberto Galateo puso el 2 a 1 para los argentinos. Jonasson hizo 2 a 2. Pero a partir de allí los europeos fueron superiores y terminaron llevándose el triunfo por 3 a 2 a diez minutos del final, con el extremo izquierdo Knut Kroon.
Según el diario italiano Il Littoriale, Argentina fue superior en estilo y técnica, pero su defensa fue débil.
Tras la derrota el más afectado fue el arquero chaqueño Héctor Freschi, quien falló en los dos últimos goles. Que abandonó el campo entre sollozos: “Fue mi culpa, todo mi culpa”. Ya en Santa Fe, Federico Wilde declaró en el diario “El Orden” que la derrota había sido una casualidad y culpó al portero: “Si jugamos diez veces más contra los suecos les ganamos once. Todavía no puedo explicarme cómo nos han podido ganar, porque dominamos todo el partido, pero una desgraciada intervención de nuestro arquero fue la causa del gol del triunfo. Ellos deben haber aprendido algo de nosotros, porque sinceramente, no tenemos nada que aprender de ellos”.

## Jugadores
| #     | Nombre                   | Posición         | Edad             | Club                         |
| ----- | ------------------------ | ---------------- | ---------------- | ---------------------------- |
|       | Ernesto Albarracín       | Mediocampista    | 27               | Tigre                        |
|       | Benjamin Ramón Astudillo | Defensa          | 26               | Colón                        |
|       | Ernesto Belis            | Defensa          | 25               | Defensores de Belgrano       |
|       | Enrique Chimento         | Defensa          | 28               | Barracas Central             |
|       | Alfredo Devincenzi       | Delantero        | 23               | Estudiantil Porteño          |
|       | Héctor Freschi           | Portero          | 23               | Sarmiento (Resistencia)      |
|       | Alberto Galateo          | Delantero        | 22               | Unión (Santa Fe)             |
|       | Ángel Grippa             | Portero          | 18               | Sportivo Alsina              |
|       | Roberto Irañeta          | Delantero        | 19               | Gimnasia y Esgrima (Mendoza) |
|       | Luis Izzeta              | Delantero        | 22               | Defensores de Belgrano       |
|       | Arcadio López            | Mediocampista    | 23               | Sportivo Buenos Aires        |
|       | Alfonso Lorenzo          | Mediocampista    | 19               | Barracas Central             |
|       | José Nehin               | Mediocampista    | 21               | Desamparados                 |
|       | Juan Pedevilla           | Defensa          | 24               | Estudiantil Porteño          |
|       | Vicente Francisco Pérez  | Delantero        |                  | Estudiantil Porteño          |
|       | Francisco Rúa            | Delantero        | 23               | Dock Sud                     |
|       | Constantino Urbieta Sosa | Mediocampista    | 26               | Godoy Cruz                   |
|       | Federico Wilde           | Delantero        | 22               | Unión (Santa Fe)             |
| D. T. | Filippo Pascucci         | Filippo Pascucci | Filippo Pascucci | Filippo Pascucci             |

## Participación

### Primera fase
| 27 de mayo de 1934, 16:30 | Suecia                       | 3:2 (1:1) | Argentina              | Stadio del Littoriale, Bolonia                                    |                                                                   |
|                           | Jonasson 9', 67' · Kroon 79' | Reporte   | Belis 4' · Galateo 48' | Asistencia: 14 000 espectadores Árbitro(s): Erwin Braun (Austria) | Asistencia: 14 000 espectadores Árbitro(s): Erwin Braun (Austria) |

## Participación de jugadores
| Pos            | Jugador                  | Equipo                 | PJ | Goles |
| -------------- | ------------------------ | ---------------------- | -- | ----- |
| Guardameta     | Héctor Freschi           | Sarmiento (R)          | 1  | 0     |
| Defensa        | Ernesto Belis            | Defensores de Belgrano | 1  | 1     |
| Defensa        | Juan Pedevilla           | Estudiantil Porteño    | 1  | 0     |
| Centrocampista | Arcadio López            | Sportivo Buenos Aires  | 1  | 0     |
| Centrocampista | José Nehin               | Desamparados           | 1  | 0     |
| Centrocampista | Constantino Urbieta Sosa | Godoy Cruz             | 1  | 0     |
| Delantero      | Alfredo Devincenzi       | Estudiantil Porteño    | 1  | 0     |
| Delantero      | Alberto Galateo          | Unión (SF)             | 1  | 1     |
| Delantero      | Roberto Irañeta          | Gimnasia y Esgrima (M) | 1  | 0     |
| Delantero      | Francisco Rua            | Dock Sud               | 1  | 0     |
| Delantero      | Federico Wilde           | Unión (SF)             | 1  | 0     |
| Guardameta     | Ángel Grippa             | Sportivo Alsina        | 0  | 0     |
| Defensa        | Ramón Astudillo          | Colón                  | 0  | 0     |
| Defensa        | Enrique Chimento         | Barracas Central       | 0  | 0     |
| Centrocampista | Ernesto Albarracín       | Sportivo Buenos Aires  | 0  | 0     |
| Centrocampista | Alfonso Lorenzo          | Barracas Central       | 0  | 0     |
| Delantero      | Luis Izzeta              | Defensores de Belgrano | 0  | 0     |
| Delantero      | Vicente Francisco Pérez  | Estudiantil Porteño    | 0  | 0     |